# Bdeogale crassicauda
Bdeogale crassicauda är en däggdjursart som beskrevs av Peters 1852. Bdeogale crassicauda ingår i släktet Bdeogale, och familjen manguster. IUCN kategoriserar arten globalt som livskraftig.
Denna mangust förekommer i östra Afrika från södra Kenya till mellersta Moçambique. Dessutom observerades arten i Jemen men denna uppgift behöver ytterligare bekräftelse. Arten vistas i låglandet och i bergstrakter upp till 1850 meter över havet. Bdeogale crassicauda lever i olika slags skogar som ofta har buskar eller bambu som undervegetation. Den uppsöker även andra områden med träd.
Arten når en kroppslängd (huvud och bål) av 40 till 50 cm, en svanslängd av 20 till 30 cm och en vikt av 1,3 till 2,1 kg. Kännetecknande är den yviga svansen som blir spetsig vid slutet, stora öron och en mule som påminner om hundens nos. Pälsfärgen varierar mellan mörkbrun och svart. Underullen är något ljusare men den syns sällan under de svarta täckhåren. I överkäken förekommer på varje sida tre långa framtänder som har lite avstånd från varandra. Underkäken har lika många framtänder men de står tät intill varandra. De övre hörntänderna är raka och de nedre är något böjda. Arten har fyra premolarer på varje sida i över- och underkäken som liknar stickor. Molarerna har fyrkantiga ytor. Underarten B. c. omnivora som förekommer i skogar nära kusten i Kenya (kanske sydöstra Somalia) och norra Tanzania är mindre med en vikt upp till 1,6 kg. Den har ljusare till krämfärgad päls på bålen. Bara extremiteterna och svansen är mörka.
Bdeogale crassicauda äter främst insekter som termiter och gräshoppor samt andra ryggradslösa djur. Ibland kompletteras födan med groddjur, ödlor eller små gnagare. Rovdjuret är främst nattaktiv och lever utanför parningstiden ensam. Antagligen är viloplatsen en hålighet i träd eller i marken. Individer som blev fångade beskrevs som tam. Fortplantningssättet är okänt men det antas vara lika som hos nära släktingar.

## Underarter
Arten delas in i följande underarter:
- B. c. crassicauda
- B. c. nigrescens
- B. c. omnivora, sedan 2013 godkänd som art
- B. c. puisa
- B. c. tenuis